# Несправжня борошниста роса
Несправжня борошниста роса або пероноспороз — небезпечна хвороба рослин, що викликається паразитичними грибами класу ооміцетів родини пероноспорових (Peronosporales).
Пригнічує зелені частини рослини, переважно листя. На хворих частинах рослини утворюються плями, з нижнього боку яких з'являється білуватий, сіруватий або фіолетовий наліт — спороношення гриба (зооспорангії з спорангієносцями).
Зооспорангії можуть виникати багато разів протягом вегетаційного періоду: поширюючись повітряним шляхом, вони служать основним джерелом інфекції. Розвитку хвороби сприяє висока вологість повітря і ґрунту. У більшості збудників грибниця однорічна, відмирає разом із зараженими частинами рослини, але може бути і багаторічною, зберігатися в цибулинах, корінні та інших зимуючих органах.
Всі види грибів родини пероноспорових — облігатні і вузькоспеціалізовані відносно рослин-господарів — паразити. Найшкідливіші — несправжня борошниста роса винограду (мільдью), фітофтороз картоплі та томатів, капусти, цибулі, люцерни, огірків, соняшнику, буряка, тютюну і деяких інших культурних рослин.